# Coenorrhinus
Coenorrhinus är ett släkte av skalbaggar som beskrevs av Voss 1952. I den svenska databasen Dyntaxa används istället namnet Neocoenorrhinus. Enligt Catalogue of Life ingår Coenorrhinus i familjen vivlar, men enligt Dyntaxa är tillhörigheten istället familjen rullvivlar.

## Dottertaxa tillCoenorrhinus, i alfabetisk ordning[1][2]
- Coenorrhinus abdominalis
- Coenorrhinus abeillei
- Coenorrhinus aeneovirens
- Coenorrhinus aequatus
- Coenorrhinus aeratoides
- Coenorrhinus aeratus
- Coenorrhinus alliariae
- Coenorrhinus angustifrons
- Coenorrhinus antennalis
- Coenorrhinus assimilis
- Coenorrhinus atrocoeruleus
- Coenorrhinus aureus
- Coenorrhinus bicolor
- Coenorrhinus bisulcatus
- Coenorrhinus brunneus
- Coenorrhinus cerdonis
- Coenorrhinus chiriquensis
- Coenorrhinus cockerelli
- Coenorrhinus coeruleus
- Coenorrhinus confertus
- Coenorrhinus confusus
- Coenorrhinus cribripennis
- Coenorrhinus cribrum
- Coenorrhinus cyanellus
- Coenorrhinus cyaneus
- Coenorrhinus cylindricus
- Coenorrhinus debilis
- Coenorrhinus decumanus
- Coenorrhinus elusus
- Coenorrhinus erythrosoma
- Coenorrhinus fauconneti
- Coenorrhinus fragariae
- Coenorrhinus germanicus
- Coenorrhinus guatemalenus
- Coenorrhinus harwoodi
- Coenorrhinus hilleri
- Coenorrhinus homicidae
- Coenorrhinus incertus
- Coenorrhinus intermedius
- Coenorrhinus interpunctatus
- Coenorrhinus interruptus
- Coenorrhinus interstitialis
- Coenorrhinus italicus
- Coenorrhinus levirostris
- Coenorrhinus livescens
- Coenorrhinus longiceps
- Coenorrhinus longirostris
- Coenorrhinus luctuosa
- Coenorrhinus macrophthalmus
- Coenorrhinus mandibularis
- Coenorrhinus micans
- Coenorrhinus minutus
- Coenorrhinus multipunctatus
- Coenorrhinus nanus
- Coenorrhinus obscurus
- Coenorrhinus oculatus
- Coenorrhinus pauculus
- Coenorrhinus pauxillus
- Coenorrhinus paykulli
- Coenorrhinus pelliceus
- Coenorrhinus perplexus
- Coenorrhinus persicus
- Coenorrhinus piceus
- Coenorrhinus planirostris
- Coenorrhinus punctatus
- Coenorrhinus purpureus
- Coenorrhinus pusillus
- Coenorrhinus regularis
- Coenorrhinus ruber
- Coenorrhinus rugipennis
- Coenorrhinus sanguinipes
- Coenorrhinus semicyaneus
- Coenorrhinus semiruber
- Coenorrhinus smeraldinus
- Coenorrhinus stierlini
- Coenorrhinus subtomentosus
- Coenorrhinus subviridans
- Coenorrhinus sulcidorsum
- Coenorrhinus thesaurus
- Coenorrhinus thomsoni
- Coenorrhinus tomentosus
- Coenorrhinus uncinatus
- Coenorrhinus ventralis
- Coenorrhinus wickhami
- Coenorrhinus virens
- Coenorrhinus viridilustrans
- Coenorrhinus viridula